# Conisania arida
Conisania arida là một loài bướm đêm trong họ Noctuidae.